# Dan Faulk
Dan Faulk (nacido en 1969) es un saxofonista, compositor y educador de jazz.

## Biografía
Nació en 1969.  En 1992 grabó Focusing In para Criss Cross Jazz.  Fue una grabación de cuarteto, con Barry Harris (piano), Rufus Reid (bajo) y Carl Allen (batería).   Cuatro años más tarde, Faulk grabó otro álbum con cuarteto, Spirits in the Night, esta vez con Myron Walden (saxo alto), Joe Martin (bajo) y Jorge Rossy (batería).   Contenía portadas y originales de Faulk.  Su tercer álbum como líder, Dan Faulk Songbook, Vol.1, fue grabado en 2002.  Los otros músicos eran el pianista Carlton Holmes, el bajista Ugonna Okegwo y el baterista Terrill Will, y las diez pistas fueron compuestas por Faulk. 
Tocó los saxofones tenor y soprano en Blues Nexus de James Spaulding.  Faulk formó parte de la banda del trombonista JJ Johnson a finales de la década de 1990, incluso para el álbum Heroes.  Faulk también ha sido profesor de música en la Universidad Estatal de Nueva York en Stony Brook. 

## Discografía

### Como líder o colíder
- Focusing In (Criss Cross Jazz, 1992)
- Spirits in the Night (Fresh Sound, 1996)
- Dan Faulk Songbook, Vol.1 (Ugli Fruit, 2002)

### Como acompañante
Con J. J. Johnson
- The Brass Orchestra (Verve)
- Heroes (Verve)

Con Nueva York Unit
- Tribute to George Adams (Paddle Wheel, 1992)

Con James Spaulding
- Blues Nexus (Muse, 1993)

Con Akira Tana y Ralph Reid
- Blue Motion